# Деарон Фокс
Деарон Мартез Фокс (енгл. De'Aaron Martez Fox; Њу Орлеанс, Луизијана, 20. децембар 1997) амерички је кошаркаш. Игра на позицији плејмејкера, а тренутно наступа за Сан Антонио спарсе. 
Фокс је наступао за Кентаки вајлдкетсе на колеџу, пре него што су га изабрали Кингси као 5. пика на НБА драфту 2017. године. 

## Каријера у средњој школи
Фокс је обећао Кентакију да ће наступати за њих 12. новембра 2015. године, уживо на телевизији. Изабрао је Кентаки наспрам других универзитета попут Канзаса, Луивила и ЛСУ. 
Средњу школу провео је у Сајпрес Лејкс средњој школи, која се налази у граду Хјустону, у савезној држави Тексас. 
Као јуниор, у просеку је бележио 23.8 поена, 6.1 скокова и 3.5 асистенције по утакмици. 
Фокс се сматрао другим најбољим младим америчким плејмејкером, одмах уз Лонза Бола.

## Колеџ каријера
Фокс је у договору са својим универзитетом у Кентакију одлучио да ће наступати за Вајлдкетсе и за њиховог тренера Џона Калипарија. 
Након своје прве године на овом универзитету на ком је бележио завидне резултате, Фокс доноси одлуку да наредне три године неће провести на колеџу, већ ће се пријавити за НБА драфт.

## Професионална каријера

### Сакраменто кингси (2017—данас)
Фокса су изабрали Сакраменто кингси као петог пика прве рунде на драфту 2017. године.  
Фокс је био изабран за Ол-стар викенд, на ком је наступио на утакмици младих звезда као замена за Лонза Бола.  
Након помало разочаравајуће руки сезоне, Деарон је значајно поправио своју статистику у другој сезони. Бележи 17.3 поена и 7.3 асистенције по утакмици, што га је номиновало за играча који је највише напредовао те сезоне.   

### НБА

#### Регуларна сезона
| Сезона   | Екипа             | ОУ  | СУ  | МПУ  | ПШ%  | 3П%  | СБ%  | СПУ | АПУ | УПУ | БПУ | ППУ  |
| -------- | ----------------- | --- | --- | ---- | ---- | ---- | ---- | --- | --- | --- | --- | ---- |
| 2017/18. | Сакраменто кингси | 73  | 60  | 27.8 | .412 | .307 | .723 | 2.8 | 4.4 | 1.0 | .3  | 11.6 |
| 2018/19. | Сакраменто кингси | 81  | 81  | 31.4 | .458 | .371 | .727 | 3.8 | 7.3 | 1.6 | .6  | 17.3 |
| Career   | Career            | 154 | 141 | 29.7 | .439 | .345 | .725 | 3.3 | 5.9 | 1.3 | .4  | 14.6 |

## Приватан живот
Фокс има брата Квентина. На дресу носи број нула, због тога што се "не плаши никога". Његов тренер у средњој школи описао га је као великог радника, препричавајући како је млади Деарон долазио у школу у 6 ујутру како би тренирао.

## Успеси

### Појединачни
- НБА ол-стар меч (1): 2023.
- Идеални тим НБА — трећа постава (1): 2022/23.
- НБА клач играч године (1): 2022/23.